# Panellus parvulus
Panellus parvulus är en svampart som beskrevs av Corner 1986. Panellus parvulus ingår i släktet Panellus och familjen Mycenaceae.   Inga underarter finns listade i Catalogue of Life.